# میچیهیرو تسوروتا
میچیهیرو تسوروتا (ژاپنی: 鶴田道弘؛ زادهٔ ۴ ژانویهٔ ۱۹۶۸) بازیکن فوتبال اهل ژاپن است.
از باشگاه‌هایی که در آن بازی کرده‌است می‌توان به باشگاه فوتبال ویسل کوبه و باشگاه فوتبال ناگویا گرامپوس اشاره کرد.